# لويزا هيل
لويزا هيل (بالإنجليزية: Louisa Hill)‏ هي فارسة سباق نيوزيلندية، ولدت في 2 مارس 1962.

## وصلات خارجية
- لويزا هيل على موقع الاتحاد الدولي للفروسية (الإنجليزية)
- لويزا هيل على موقع FEI (رابط بديل) (الإنجليزية)
- لويزا هيل على موقع أوليمبيديا (الإنجليزية)
- لويزا هيل على موقع اللجنة الأولمبية النيوزيلندية (الإنجليزية)